# کومورژانی
کومورانی (به چکی: Komořany) یک منطقهٔ مسکونی در جمهوری چک است که در Prague 12 واقع شده‌است. کومورانی  ۱٬۹۴۲ نفر جمعیت دارد.